# Unione Sportiva Juveterranova Gela 1995-1996
Questa voce raccoglie le informazioni riguardanti l'Unione Sportiva Juveterranova Gela nelle competizioni ufficiali della stagione 1995-1996.

## Rosa
| N. |                   | Ruolo | Calciatore           |
| -- | ----------------- | ----- | -------------------- |
| 1  | Italia (bandiera) | P     | Salvatore Brugnano   |
| -  | Italia (bandiera) | D     | Daniele Deoma        |
| -  | Italia (bandiera) | D     | Giuseppe Di Gregorio |
| -  | Italia (bandiera) | D     | Giuseppe Misiti      |
| -  | Italia (bandiera) | D     | Francesco Runza      |
| -  | Italia (bandiera) | C     | Francesco Cairo      |

| N. |                   | Ruolo | Calciatore                 |
| -- | ----------------- | ----- | -------------------------- |
| -  | Italia (bandiera) | C     | Marco Comandatore          |
| -  | Italia (bandiera) | C     | Emanuele Docente           |
| 10 | Italia (bandiera) | C     | Giuseppe Romano (capitano) |
| -  | Italia (bandiera) | C     | Danilo Rufini              |
| 11 | Italia (bandiera) | A     | Roberto Conte              |

## Calciomercato
| Acquisti | Acquisti         | Acquisti      | Acquisti |
| R.       | Nome             | da            |          |
| -------- | ---------------- | ------------- | -------- |
| D        | Daniele Deoma    | Acireale      |          |
| C        | Emanuele Docente | Caltagirone   |          |
| C        | Danilo Rufini    | Vigor Lamezia |          |

## Risultati

### Campionato Nazionale Dilettanti

#### Girone di andata
| Milazzo 3 settembre 1995 1ª giornata | Milazzo | 0 – 2 | Juveterranova Gela | Stadio Marco Salmeri |

| Gela 10 settembre 1995 2ª giornata | Juveterranova Gela | 1 – 1 | Sancataldese | Stadio Vincenzo Presti |

| Gravina di Catania 17 settembre 1995 3ª giornata | Gravina | 0 – 1 | Juveterranova Gela |  |

| Gela 24 settembre 1995 4ª giornata | Juveterranova Gela | 1 – 0 | Alcamo | Stadio Vincenzo Presti |

| San Giovanni in Fiore 1 ottobre 1995 5ª giornata | Silana | 0 – 2 | Juveterranova Gela |  |

| Gela 8 ottobre 1995 6ª giornata | Juveterranova Gela | 1 – 0 | Compr. Vigor Lamezia | Stadio Vincenzo Presti |

| Gioia Tauro 15 ottobre 1995 7ª giornata | Gioiese | 2 – 1 | Juveterranova Gela | Stadio Pasquale Stanganelli |

| Gela 22 ottobre 1995 8ª giornata | Juveterranova Gela | 2 – 1 | Sciacca | Stadio Vincenzo Presti |

| Gela 29 ottobre 1995 9ª giornata | Juveterranova Gela | 2 – 0 | Igea Virtus | Stadio Vincenzo Presti |

| Arbitro: | Pieri (Genova) |

|             |           |             |
| De Luca 55’ | Marcatori | 30’ Docente |

| Gela 5 novembre 1995 11ª giornata | Juveterranova Gela | 3 – 0 | Nissa | Stadio Vincenzo Presti |

| Castelvetrano 12 novembre 1995 12ª giornata | Folgore Castelvetrano | 1 – 3 | Juveterranova Gela | Stadio Paolo Marino |

| Gela 19 novembre 1995 13ª giornata | Juveterranova Gela | 3 – 2 | Bagheria | Stadio Vincenzo Presti |

| Crotone 26 novembre 1995 14ª giornata | Crotone | 1 – 1 | Juveterranova Gela | Stadio Ezio Scida |

| Gela 3 dicembre 1995 15ª giornata | Juveterranova Gela | 2 – 0 | Canicattì | Stadio Vincenzo Presti |

| Ragusa 10 dicembre 1995 16ª giornata | Ragusa | 0 – 0 | Juveterranova Gela | Stadio Aldo Campo |

| Gela 17 dicembre 1995 17ª giornata | Juveterranova Gela | 2 – 1 | Caltagirone | Stadio Vincenzo Presti |

#### Girone di ritorno
| Gela 24 dicembre 1995 18ª giornata | Juveterranova Gela | 0 – 0 | Milazzo | Stadio Vincenzo Presti |

| San Cataldo 7 gennaio 1996 19ª giornata | Sancataldese | 1 – 1 | Juveterranova Gela | Stadio Valentino Mazzola |

| Gela 14 gennaio 1996 20ª giornata | Juveterranova Gela | 3 – 1 | Gravina | Stadio Vincenzo Presti |

| Alcamo 21 gennaio 1996 21ª giornata | Alcamo | 1 – 2 | Juveterranova Gela | Stadio Lelio Catella |

| Gela 28 gennaio 1996 22ª giornata | Juveterranova Gela | 1 – 0 | Silana | Stadio Vincenzo Presti |

| Lamezia Terme 4 febbraio 1996 23ª giornata | Vigor Lamezia | 0 – 0 | Juveterranova Gela | Stadio Guido D'Ippolito |

| Gela 11 febbraio 1996 24ª giornata | Juveterranova Gela | 2 – 0 | Gioiese | Stadio Vincenzo Presti |

| Sciacca 18 febbraio 1996 25ª giornata | Sciacca | 0 – 0 | Juveterranova Gela | Stadio Luigi Riccardo Gurrera |

| Barcellona Pozzo di Gotto 25 febbraio 1996 26ª giornata | Igea Virtus | 3 – 0 | Juveterranova Gela | Stadio Carlo Stagno d'Alcontres |

| Arbitro: | Evangelista (Avellino) |

|                         |           |              |
| Romano 17’, Docente 56’ | Marcatori | 29’ Giungato |

| Caltanissetta 10 marzo 1996 28ª giornata | Nissa | 1 – 0 | Juveterranova Gela | Stadio Marco Tomaselli |

| Gela 17 marzo 1996 29ª giornata | Juveterranova Gela | 2 – 0 | Folgore Castelvetrano | Stadio Vincenzo Presti |

| Bagheria 24 marzo 1996 30ª giornata | Bagheria | 1 – 1 | Juveterranova Gela | Stadio Comunale di Bagheria |

| Gela 31 marzo 1996 31ª giornata | Juveterranova Gela | 1 – 0 | Crotone | Stadio Vincenzo Presti |

| Canicattì 14 aprile 1996 32ª giornata | Canicattì | 1 – 1 | Juveterranova Gela | Stadio Carlotta Bordonaro |

| Gela 20 aprile 1996 33ª giornata | Juveterranova Gela | 1 – 3 | Ragusa | Stadio Vincenzo Presti |

| Caltagirone 28 aprile 1996 34ª giornata | Caltagirone | 2 – 1 | Juveterranova Gela | Stadio Agesilao Greco |

#### Poule scudetto
| Messina 26 maggio 1996 Turno preliminare - 1ª giornata | Messina | 2 – 0 | Juveterranova Gela | Stadio Giovanni Celeste |

| Gela 2 giugno 1996 Turno preliminare - 2ª giornata | Juveterranova Gela | 0 – 0 | Bagheria | Stadio Vincenzo Presti |

| Ragusa 16 giugno 1996 Turno preliminare - 3ª giornata | Ragusa | 1 – 0 | Juveterranova Gela | Stadio Aldo Campo |

| Gela 23 giugno 1996 Turno preliminare - 4ª giornata | Juveterranova Gela | 2 – 0 | Vigor Lamezia | Stadio Vincenzo Presti |

### Coppa Italia Dilettanti
| Gela 1995 Secondo turno | Juveterranova Gela | 0 – 0 | Ragusa | Stadio Vincenzo Presti |

| Ragusa 1995 Secondo turno | Ragusa | 2 – 2 | Juveterranova Gela | Stadio Aldo Campo |

| San Cataldo 11 ottobre 1995 Trentaduesimi di finale | Sancataldese | 0 – 2 | Juveterranova Gela | Stadio Valentino Mazzola |

| Gela 18 ottobre 1995 Trentaduesimi di finale | Juveterranova Gela | 1 – 2 | Sancataldese | Stadio Vincenzo Presti |

| Gela 15 novembre 1995 Sedicesimi di finale | Juveterranova Gela | 0 – 4 | Alcamo | Stadio Vincenzo Presti |

| Alcamo 22 novembre 1995 Sedicesimi di finale | Alcamo | 3 – 0 | Juveterranova Gela | Stadio Lelio Catella |

## Statistiche
Statistiche aggiornate al 19 febbraio 2022.

### Statistiche squadra
| Competizione                    | Punti | In casa | In casa | In casa | In casa | In casa | In casa | In trasferta | In trasferta | In trasferta | In trasferta | In trasferta | In trasferta | Totale | Totale | Totale | Totale | Totale | Totale | DR  |
| Competizione                    | Punti | G       | V       | N       | P       | Gf      | Gs      | G            | V            | N            | P            | Gf           | Gs           | G      | V      | N      | P      | Gf     | Gs     | DR  |
| ------------------------------- | ----- | ------- | ------- | ------- | ------- | ------- | ------- | ------------ | ------------ | ------------ | ------------ | ------------ | ------------ | ------ | ------ | ------ | ------ | ------ | ------ | --- |
| Campionato Nazionale Dilettanti | 67    | 17      | 14      | 2       | 1       | 29      | 10      | 17           | 5            | 8            | 4            | 17           | 15           | 34     | 19     | 10     | 5      | 46     | 25     | +21 |
| Poule scudetto                  | 4     | 2       | 1       | 1       | 0       | 2       | 0       | 2            | 0            | 0            | 2            | 0            | 3            | 4      | 1      | 1      | 2      | 2      | 3      | -1  |
| Coppa Italia Dilettanti         | -     | 3       | 0       | 1       | 2       | 1       | 6       | 3            | 1            | 1            | 1            | 4            | 5            | 6      | 1      | 2      | 3      | 5      | 11     | -6  |
| Totale                          | 71    | 22      | 15      | 4       | 3       | 32      | 16      | 22           | 6            | 9            | 7            | 21           | 23           | 44     | 21     | 13     | 10     | 53     | 39     | +14 |

### Andamento in campionato
| Giornata  | 1 | 2 | 3 | 4 | 5 | 6 | 7 | 8 | 9 | 10 | 11 | 12 | 13 | 14 | 15 | 16 | 17 | 18 | 19 | 20 | 21 | 22 | 23 | 24 | 25 | 26 | 27 | 28 | 29 | 30 | 31 | 32 | 33 | 34 |
| --------- | - | - | - | - | - | - | - | - | - | -- | -- | -- | -- | -- | -- | -- | -- | -- | -- | -- | -- | -- | -- | -- | -- | -- | -- | -- | -- | -- | -- | -- | -- | -- |
| Luogo     | T | C | T | C | T | C | T | C | C | T  | C  | T  | C  | T  | C  | T  | C  | C  | T  | C  | T  | C  | T  | C  | T  | T  | C  | T  | C  | T  | C  | T  | C  | T  |
| Risultato | V | N | V | V | V | V | P | V | V | N  | V  | V  | V  | N  | V  | N  | V  | N  | N  | V  | V  | V  | N  | V  | N  | P  | V  | P  | V  | N  | V  | N  | P  | P  |
| Posizione |   |   |   |   |   |   |   |   |   |    |    |    |    |    |    |    |    |    |    |    |    |    |    |    |    |    |    |    |    |    |    |    |    |    |

Legenda:

Luogo: C = Casa; T = Trasferta. Risultato: V = Vittoria; N = Pareggio; P = Sconfitta.

### Statistiche dei giocatori
| Giocatore | Campionato Nazionale Dilettanti | Campionato Nazionale Dilettanti | Campionato Nazionale Dilettanti | Campionato Nazionale Dilettanti | Poule scudetto | Poule scudetto | Poule scudetto | Poule scudetto | Coppa Italia Dilettanti | Coppa Italia Dilettanti | Coppa Italia Dilettanti | Coppa Italia Dilettanti | Totale   | Totale | Totale      | Totale     |
| Giocatore | Presenze                        | Reti                            | Ammonizioni                     | Espulsioni                      | Presenze       | Reti           | Ammonizioni    | Espulsioni     | Presenze                | Reti                    | Ammonizioni             | Espulsioni              | Presenze | Reti   | Ammonizioni | Espulsioni |
| --------- | ------------------------------- | ------------------------------- | ------------------------------- | ------------------------------- | -------------- | -------------- | -------------- | -------------- | ----------------------- | ----------------------- | ----------------------- | ----------------------- | -------- | ------ | ----------- | ---------- |
| G. Romano | 0                               | 0                               | 0                               | 0                               | 0              | 0              | 0              | 0              | 0                       | 0                       | 0                       | 0                       | 0        | 0      | 0           | 0          |